# Recopa Sul-Brasileira 2008
La Recopa Sul-Brasileira 2008 è stata la 2ª edizione della Recopa Sul-Brasileira.

## Squadre partecipanti
| Club              | Città    | Stato             | Motivo qualificazione               |
| ----------------- | -------- | ----------------- | ----------------------------------- |
| Atlético Sorocaba | Sorocaba | San Paolo         | Vincitore della Copa Paulista       |
| Brusque           | Brusque  | Santa Catarina    | Vincitore della Copa Santa Catarina |
| Londrina          | Londrina | Paraná            | Vincitore della Copa Paraná         |
| Pelotas           | Pelotas  | Rio Grande do Sul | Vincitore della Copa FGF            |

### Fase finale
|  | Semifinali        | Semifinali        | Semifinali        |                   |         | Finale  | Finale | Finale |  |
|  |                   |                   |                   |                   |         |         |        |        |  |
|  | Atlético Sorocaba | Atlético Sorocaba | 2                 |                   |         |         |        |        |  |
|  | Atlético Sorocaba | Atlético Sorocaba | 2                 |                   |         |         |        |        |  |
|  | Pelotas           | Pelotas           | 0                 |                   |         |         |        |        |  |
|  | Pelotas           | Pelotas           | 0                 |                   | Brusque | Brusque | 1      |        |  |
|  |                   |                   |                   |                   | Brusque | Brusque | 1      |        |  |
|  |                   |                   | Atlético Sorocaba | Atlético Sorocaba | 0       |         |        |        |  |
|  | Brusque           | Brusque           | Atlético Sorocaba | Atlético Sorocaba | 0       | 1 (7)   |        |        |  |
|  | Brusque           | Brusque           |                   |                   |         |         |        |        |  |
|  | Londrina          | Londrina          | 1 (6)             |                   |         |         |        |        |  |